# Hydraena unca
Hydraena unca é uma espécie de insetos coleópteros polífagos pertencente à família Hydraenidae.
A autoridade científica da espécie é Valladares Diez, tendo sido descrita no ano de 1989.
Trata-se de uma espécie presente no território português.